# Марібська кампанія
Марібська кампанія є кампанією по захвату контролю над  Марібською мухафазою в Ємені, що триває між Хуситами та Єменською армією лояльною до підрозділів Салеха з однієї сторониЮ та міліцією і Єменською армією лояльною Гаді з іншої.

## 2015
В вересні 2015, Саудівська підтримка єменських сил, лояльних до уряду Гаді займалася Хуситами і успішно встановила контроль над східними та західними регіонами провінції Маріб. Вони взяли територію в Сірвах та Хареб включаючи гору Хайлань Аль-Атіф, Аль-Махдара і пагорб Аль Масарья. 
Маріб має особливе стратегічне значення в конфлікті, оскільки він є центром виробництва нафти і газу в Ємені; електростанції Маріба постачають електроенергію в значну частину країни, а газопровід проходить на південь через Мариб до Аденської затоки та Червоного моря. 45 Еміратських, 10 Саудівських та 5 солдат Бахрейну загинули через попадання ракети випущеної Хуситами по базі Сафр в вересні 2015.

## 2016
Запуск ракет в 2015 році ознаменував ескалацію конфлікту У наступні місяці Коаліційні повітряні удари спрямовані на більш цивільні об'єкти, ніж військові цілі. Протягом 18 місяців між 26 березня 2015 року та 2 серпня 2016 року в Марібі було близько 500 атак який знаходився на передовій лінії битви між коаліцією та силами Хуситів. У 2016 році в Йеменському Розвід бюро повідомлялося, що авіаційні рейди Саудівської Аравії двадцять чотири рази виходили розвідку в Сіру. 
В жовтні Xinhua повідомили, що сили Хуситів убили генерал-майора Абделя Раб аль-Шададі, високопоставленого провладного військового начальника. Також кілька видатних Хуситських  начальників міліції Хуссейн аль-Мутавакель та Абу Джабар Ахмад аль-Хауті були захоплені коаліційними силами. Коаліційні сили воювали з Хуситами для відновлення контролю над маршрутом, що йде від столиці Ємену Сана через Сірвах та Маріб.

## 2017
Американські БПЛА були зареєстровані на початку 2017 року після обрання Президента Дональда Трампа. Це ознаменувало перше втручання США в Ємен з моменту невдачі Рейду на Яклі. В листопаді 2017 New York Times написала що Маріб був "островом відносного спокою".